# Последний из могикан
«Последний из могикан» (англ. The Last of the Mohicans) — исторический роман американского писателя Джеймса Фенимора Купера, впервые опубликованный в 1826 году. Является второй книгой в пенталогии о Кожаном Чулке (как по дате публикации, так и по хронологии эпопеи), в которой Купер повествует о жизни на американском фронтире и одним из первых изображает своеобразие духовного мира и обычаев американских индейцев. На русский язык роман был переведён в 1833 году.

## Сюжет
Действие романа происходит в британской колонии Нью-Йорк в августе 1757 года, в разгар Семилетней войны. Часть романа посвящена событиям после атаки на форт Уильям-Генри, когда с молчаливого согласия французов их индейские союзники вырезали несколько сотен сдавшихся английских солдат и поселенцев. Охотник и следопыт Натти Бампо, представленный читателю в первом (по порядку развития действия) романе «Зверобой», вместе со своими друзьями-индейцами из племени могикан — Чингачгуком— и его сыном, Ункасом, участвуют в спасении двух сестёр, дочерей британского командира.
Вся география романа — подлинная. Озеро Хорикэн сейчас известно как Лейк-Джордж; форты Уильям-Генри и Тикондерога на его южной и северной оконечностях сохранились до сих пор; на месте форта Эдвардс стоит городок с этим же названием; на месте водопада Гленн построена плотина, над разделявшей водопад скалой проходит мост через Гудзон, но пещера, где могли бы прятаться герои романа, сохранилась и называется теперь «пещерой Купера».

## В массовой культуре
Роман был множество раз экранизирован, включая самый известный вариант 1992 года, снятый режиссёром Майклом Манном.
В иносказательном плане название романа употребляется для описания последнего представителя какого-либо отмирающего социального явления или группы, сторонника каких-либо идей, отживших своё время и пр. Например, в произведениях В. И. Ленина образ «последнего могиканина» в единственном или множественном числе употребляется семь раз.

## Экранизации
- «Последний из могикан» — режиссёры Морис Турнёр, Кларенс Браун (США, 1920).
- «Последний из могикан»[англ.] (сериал) — режиссёры Форд Биб, Б. Ривз Изон[англ.] (США, 1932).
- «Последний из могикан»[англ.] — режиссёр Дж. Б. Сайтц[англ.] (США, 1936).
- «Последний из могикан»[нем.] — режиссёр Харальд Райнль (Германия-Италия-Испания, 1965).
- «Последний из могикан»[англ.] — режиссёр Маттео Кано (Испания-Италия, 1965).
- «Последний из могикан»[англ.] — режиссёры Жан Древиль, Серджиу Николаеску (Румыния-Франция, 1968).
- «Последний из могикан» — режиссёр Майкл Манн (США, 1992).